# Astacosia lineata
Astacosia lineata är en fjärilsart som beskrevs av De Toulgoët 1965. Astacosia lineata ingår i släktet Astacosia och familjen björnspinnare. Inga underarter finns listade i Catalogue of Life.